# Eulimnogammarus simpliciformis
Eulimnogammarus simpliciformis is een vlokreeftensoort uit de familie van de Eulimnogammaridae. De wetenschappelijke naam van de soort is voor het eerst geldig gepubliceerd in 1975 door Bazikalova.